# Kalmár György (nyelvész)
Kalmár György (Tapolcafő (Veszprém megye), 1726. – 1782. szeptember 4. után) nyelvész, költő, orientalista.

## Élete
Nemesi származású volt. Miután középiskoláit a debreceni kollégiumban, ahol teológiát is tanult, elvégezte, 1750 körül külföldi, különösen angol egyetemeket látogatott; bejárta Németországot és Leidenben a keleti nyelveket tanulta; azután Bécsben, Pozsonyban, Budán és más helyeken lakott. 1772 körül a kecskeméti református iskolában néhány évig konrektor volt.
Csak tudományos szenvedélyének élt; külsejében és életmódjában a cinizmusig menő egyszerűséget tanúsított. Nyelvtudománnyal foglalkozott, különösen az egyetemes vagy bölcseleti nyelvkérdésekkel, és erre vonatkozó munkái külföldön híres polémiát keltettek. Másik érdekes tétele volt, hogy a magyar nyelvnek egyrészt tökéletességét, másrészt a török–tatár nyelvvel való rokonságát vitatta.
Járt Konstantinápolyban és Kis-Ázsiában, ahol a török nyelvvel megismerkedett. Igen tanult, de zavaros fő volt és munkássága meddő maradt. A florenci társaságnak is tagja volt. Halála évét és helyét nem tudjuk.

## Munkái
- Dissertatio latina critico-philologico-theologica in Isaiae VII. 14. cum variis animadversionibus criticis. Oxonii, 1750
- Genuina linquae hebraicae grammatica Sive vetus illa sine masoretharum punctis hebraisandi via. Genevae, 1760
- Tractat über den Text: Kind fürchte den Herrn und den König. Mit einer lateinischen Zuschrift an die Kaiserin Königin. Wien, 1764
- Epistola divi Pauli ad Hebraeos hebraice cumannotatt. criticis. Amstelodami, 1766
- Prodromus idiomatis Scythico-Mogorico-Chuno (seu, Hunno-) Avarici. Posonii, 1770 (A versek egy részét, 1245-öt, 1761-ben Jassyban írta. E munka arról is nevezetes, hogy nyelvünknek a classikai mértékre alkalmas voltát bizonyítja, erre szabályokat is ad, sőt mintegy 5000 hexameterre menő két vegyes tartalmú verssel meg is előzi a classikai triász föllépését.) Online
- Praecepta grammatica atque specimina lingvae philosophicae sive universalis, ad omne vitae genvs accommodatae. Berolini & Lipsiae, 1772, hét rézm. táblával (Barátai költségén adta ki. Olaszul: Róma, 1773. bővített kiadásban és hat rézm. tábl., Németül: Bécs, 1774. szintén átdolg. kiadás hat rézm. és szerző arczk. Ajánlja Wendler Ferdinánd barátjának, a m. n. múzeumi példány tiszta lapján sajátkezű írásával és négy latin verssel. 1777. febr. 10.)
- Obfensae inlegitimae vindex legitimus hoc est: Censores romani censurae subjecti, atque nuper inventum idioma philosophicum universale ab ineptis eorum cavillationibus vindicatum, Erlangae. 1774
- Est et chamaeleon inter philosophos. Viennae, 1775
- A magyar helikon-ért és kástaliák-ért felséges Mária Theresiahoz buzdult alázatos ének. Uo. 1778
- Magjar Merkuriusnak és magjar szómagjarázónak kellemetessége. Hely n., 1781 (Költemény; a M. Hirmondó 1781. 19. sz. Libertiny Sámuel magyar verses kritikát ír ezen munkáról, melyben írásmódját gúnyolja.)
- Kalmár György utazásai. A Prodromus Summájának Post Scriptuma; bev., ford., átdolg. Weöres Sándor, ill. Kiss István; Magyar Iparművászeti Főiskola, Bp., 1976 (Studium)
- Summa. Az embernek épségben levő állapotjáról és esetéről és ebből következő lelki és testi nyavalyásságáról, egyszóval az ő egész romlott természetéről; tan. Weöres Sándor; Pátria Ny., Bp., 1993 (Pátria könyvek) – hasonmásban[6]
- Kalmár György, "a magyar nyelv szerelmese"; sajtó alá rend., bev. Szelestei N. László; PPKE BTK, Piliscsaba, 2000 (Pázmány irodalmi műhely. Források)
- Féljed a Királyt!; Kalmár György kéziratát sajtó alá rend., utószó, jegyz. Szelestei N. László; Jókai Városi Könyvtár, Pápa, 2001 (Pápai diákok)

A Magyar Hírmondóban (1780. 70. sz.) hírdeti: Lexicon Hungaricum: Addita Interpretatione Latina, inusus omnium, ea, qua debuit, ratione, etymologice comparatum et auctum cz. munkáját és (1781. 19. sz.), a Madjer szómadjarázó cz. munkájának megkezdését. Különczködéséről Kazinczy a következőket jegyezte föl: «...míg Prodromusát Landerernél nyomatta, egy kerti nyaralóban töltötte a telet; fázva, koplalva s nyakiglan ülve a szalma közt, s úgy dolgozá verseit reszketve minden tetemiben a hideg miatt. Ázsiában utazván, eczetet, olajat, sót horda magával, s így valahol a mezőn megszálla, készen lelé ebédjét, vacsoráját».